# Anik G1
Anik G1 ist ein Fernsehsatellit, der zur Anik-Satellitenfamilie gehört und vom kanadischen Satellitenbetreiber Telesat Canada betrieben wird. Der Start erfolgte am 15. April 2013 mit einer Proton-Trägerrakete.
Der Satellit wurde von Space Systems/Loral gebaut. Er wurde auf 107,3° West positioniert und versorgt seit 8. Mai 2013 Nord- und Südamerika mit Fernseh- und Kommunikationsverbindungen.